# Provincia de Yauli

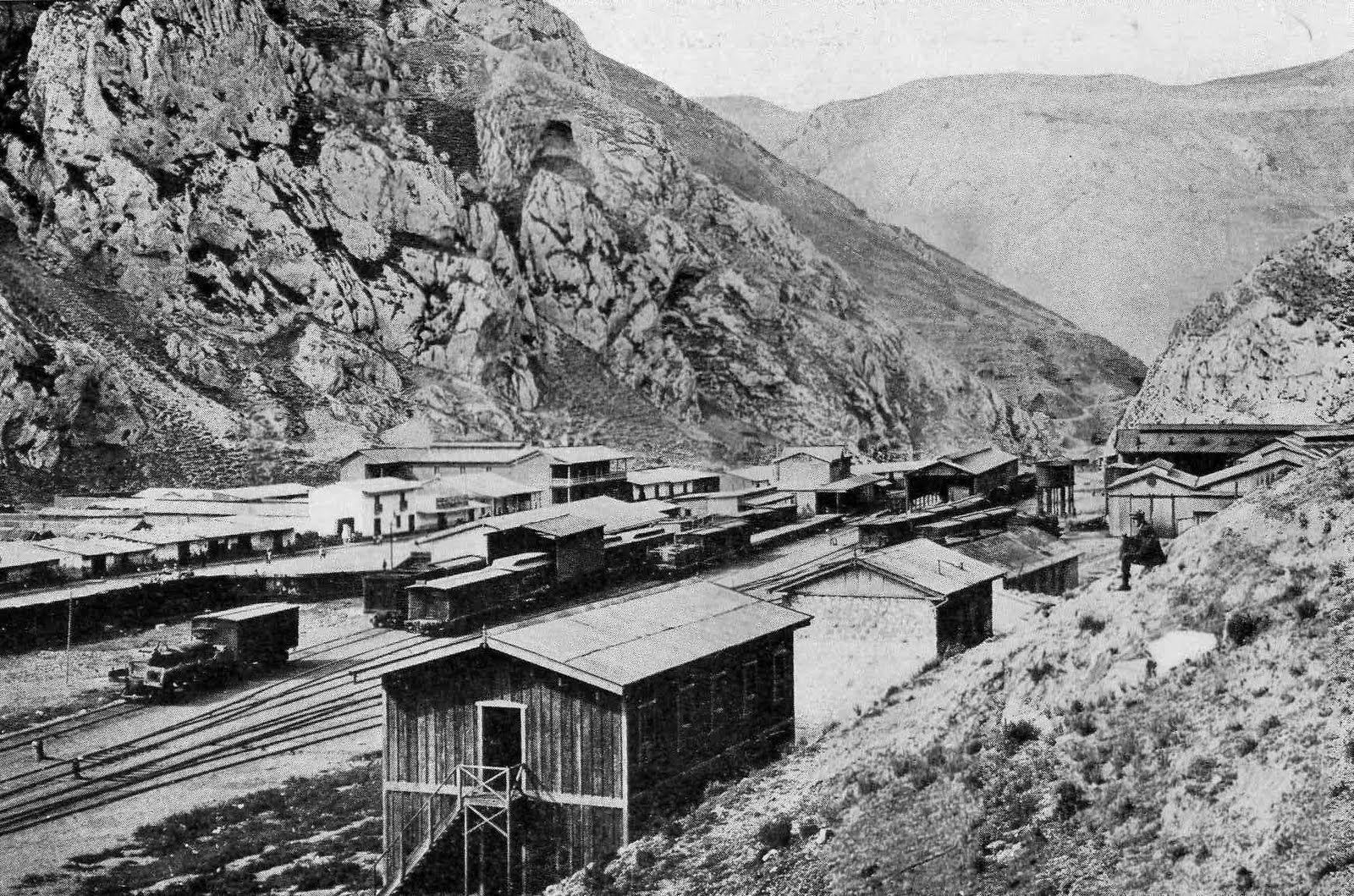
Estación ferroviaria de La Oroya, fotografiada en 1921

La provincia de Yauli es una de las nueve que conforman el departamento de Junín en la sierra central del Perú. Limita por el norte con el departamento de Pasco y la provincia de Junín, por el este con la provincia de Tarma, por el sur con la provincia de Jauja y por el oeste con el departamento de Lima.
Dentro de la división eclesiástica de la Iglesia católica del Perú, pertenece a la Vicaría V de la arquidiócesis de Huancayo.

## Historia
La provincia de Yauli fue creada mediante Ley n.º 459, del 10 de diciembre de 1906, en el gobierno del presidente José Pardo y Barreda.

## Geografía
Abarca una superficie de 3617,35 km².

## División administrativa
La provincia de Yauli está dividida en diez distritos:
1. La Oroya
2. Chacapalpa
3. Huayhuay
4. Marcapomacocha
5. Morococha
6. Paccha
7. Santa Bárbara de Carhuacayán
8. Santa Rosa de Sacco
9. Suitucancha
10. Yauli

## Capital
La capital de la provincia es la ciudad de La Oroya, situada a 3725 m s. n. m., a orillas del río Mantaro.

## Subprefectura regional
- Sra. Geraldine Yuli Araújo Campomanes

### Regionales
- Consejero regional
  - 2019-2022:[3] Jorge Victoriano Rojas Gamarra (Movimiento Político Regional Perú Libre)

### Municipales
- 2023-2026[3]
  - Alcalde: Abg. Edson Crisóstomo Ortega, del Movimiento Sierra y Selva Contigo Junín.
  - Regidores: (2023-2026)

  1. Elvis Elías Pérez Galindo (Movimiento Sierra y Selva Contigo Junín)
  2. Jussely Katherine Félix Sánchez (Movimiento Sierra y Selva Contigo Junín)
  3. Giancarlo Manuel Izaguirre Bazán (Movimiento Sierra y Selva Contigo Junín)
  4. Zulema Salomé Pérez Capcha (Movimiento Sierra y Selva Contigo Junín)
  5. Robert Yapias Córdova (Movimiento Político Regional Perú Libre)
  6. Anyela Katherin Cóndor Villanueva
  7. Alfonso Marcelino Poma Alderete

### Policiales
- Comisaría de La Oroya
  - Comisario: Cmdt. PNP Dennis Pizarro[4]

## Comunicadores sociales
- «Yachay Wasi La Oroya»: https://www.facebook.com/YACHAYWASIOROYA
- «Yauli-La Oroya grupo oficial Yachay Wasi»: https://www.facebook.com/groups/laoroyagrupooficial

## Educación

### Instituciones educativas
- IE Amalia Espinoza
- IE Gran Mariscal Ramón Castilla
- IE José Antonio Encinas Franco
- IE José Carlos Mariátegui
- IE José Gálvez Barrenechea
- IE José Santos Chocano
- IE Isaac Newton
- IE Ingeniería La Oroya
- IE Juan XXIII
- IE Mayupampa
- IE José María Arguedas
- IEP San Gaspar